# دودة اللوز المصرية
دودة اللوز المصرية أو دودة اللوز الشوكية أو دودة لوز القطن المنقطة (الاسم العلمي: Earias insulana)، عثة من جنس عثة اللوز وفصيلة العثيات القنزعية. يوجد في معظم أفريقيا وجنوب أوروبا والشرق الأدنى والشرق الأوسط واليابان وتايوان والفلبين وأستراليا وهاواي. ونادرًا ما يُهاجر إلى بريطانيا العظمى.